# Петровское (Борисоглебский городской округ)
Петро́вское — село в Воронежской области России. Входит в состав Борисоглебского городского округа.

## География
Село находится на берегу реки Хопёр, на расстоянии 20 км к юго-востоку от города Борисоглебск, административного центра округа, и 240 км к юго-востоку от города Воронеж, административного центра области.

### Часовой пояс
Село Петровское, как и вся Воронежская область, находится в часовой зоне МСК (московское время). Смещение применяемого времени относительно UTC составляет +3:00.

## Население
| 1859 | 1897  | 2010  |
| ---- | ----- | ----- |
| 969  | ↗1445 | ↘1022 |

## Улицы
| - ул. Краснопетровская, - ул. Молодёжная, - ул. Набережная, - ул. Первомайская, - ул. Петровская, | - ул. Почтовая, - ул. Садовая, - ул. Свободы, - ул. Советская, - ул. Украинская. |

## Инфраструктура
В селе функционируют общеобразовательная школа, отделение Почты России, дом культуры, библиотека, фельдшерско-акушерский пункт.

## Достопримечательности
Неподалёку от села располагалось природное образование, называемое в народе Чертинской ямой. По преданию, образование получило название в честь царского советника генерала Черткова, периодически жившего там..

## Известные уроженцы
- Хоменко, Василий Афанасьевич (1899—1943) — советский военачальник, генерал-лейтенант.